# Populus wenxianica
Populus wenxianica là một loài thực vật có hoa trong họ Liễu. Loài này được Z.C. Feng & J.L. Guo ex G.H. Zhu miêu tả khoa học đầu tiên năm 1998.